# ONE Championship
ONE Championship (ONE более известная как ONE Fighting Championship сокращенно ONE FC) — сингапурская организация, проводящая бои по смешанным боевым искусствам (также известные как ММА — от англ. Mixed Martial Arts). Штаб-квартира компании расположена в Каланге, Сингапур.

## История
Первое шоу, ONE Fighting Championship: Champion vs. Champion, состоялась 3 сентября 2011 года, первыми бойцами выступившими стали Фил Барони, Ёсиюки Ёсида, Грегор Грейси, и Эдуард Фолайанг.
4 августа 2014 генеральный директор Виктор Куй сообщил что чемпион мира по версии WBO в полусреднем весе Мэнни Пакьяо приобрел неустановленное количество акций компании.
В конце мая 2014 года было объявлено что бывший боец и бывший чемпион UFC в среднем весе Рич Франклин стал вице-президентом компании.
С целью дальнейшего повышения организации и его расширения, в 2014 были подписаны ряд новых бойцов, таких как Бен Аскрен, Брэндона Вера, Марка Стрегла, Роджер Грейси, Луиша Сантоса, Джеймса Мак-Суини и Марата Гафурова.
В конце января 2015 года, было объявлено о сокращении названия до ONE Championship.
В ноябре 2020 года руководство One FC анонсировало начало партнёрских отношений с Facebook и регулярную трансляцию мероприятий на Facebook TV.
26 февраля 2021 года прошёл турнир Fists of Fury, на котором боец из Голландии Элиас Энахачи в бою против Суперлека Киатмукао (Таиланд) защитил титул организации в легчайшей весовой категории.

## Правила
ONE Championship сочетает в себе ряд правил Pride: разрешены удары ногами по голове лежачего противника, удары коленями разрешены как в стойке так и в партере. Также в One Championship разрешены удары локтями в голову (что например допускается в UFC, но было запретным в Pride).

## Награды
- В 2012 году ONE FC был номинирован на премию «продвижение года» по версии World MMA Awards наряду с UFC, Bellator, Invicta FC и Strikeforce[3].
- В 2013 году ONE FC победил в номинации "Лучшая Стратегия для привлечения мужской аудитории' от Marketing Magazine[4].

## Действующие чемпионы
Чемпионы мира
| Дивизион         | Вес                 | Чемпион           | Дата            | Защит титула | Следующий бой/Защиты |
| ---------------- | ------------------- | ----------------- | --------------- | ------------ | -------------------- |
| Тяжёлый вес      | 265 фунтов (120 кг) | Анатолий Малыхин  | 23 июня 2023    | 0            |                      |
| Полутяжёлый вес  | 225 фунтов (102 кг) | Анатолий Малыхин  | 3 декабря 2022  | 0            |                      |
| Средний вес      | 205 фунтов (93 кг)  | Анатолий Малыхин  | 1 марта 2024    | 0            |                      |
| Полусредний вес  | 185 фунтов (84 кг)  | Кристиан Ли       | 19 ноября 2022  | 0            |                      |
| Полусредний вес  | 170 фунтов (77 кг)  | Кристиан Ли       | 26 августа 2022 | 0            |                      |
| Лёгкий вес       | 155 фунтов (70 кг)  | Тан Кай           | 26 августа 2022 | 1            |                      |
| Полулёгкий вес   | 145 фунтов (66 кг)  | Фабрисио Андраде  | 25 февраля 2023 | 0            |                      |
| Легчайший вес    | 135 фунтов (61 кг)  | Деметриус Джонсон | 27 августа 2022 | 1            |                      |
| Наилегчайший вес | 125 фунтов (57 кг)  | Джошуа Пачио      | 1 марта 2024    | 0            |                      |

Малайзийский Национальный Чемпионат
| Дивизион       | Вес                | Чемпион           | Дата                                    | Защит титула | Следующий бой/Защиты |
| -------------- | ------------------ | ----------------- | --------------------------------------- | ------------ | -------------------- |
| Полулёгкий вес | 145 фунтов (66 кг) | A.Дж. Лиас Монсор | 15 ноября 2013 (ONE FC: Warrior Spirit) | 0            |                      |

Гран-При Камбоджи
| Дивизион       | Вес                | Чемпион    | Дата                                           | Защит титула | Следующий бой/Защиты |
| -------------- | ------------------ | ---------- | ---------------------------------------------- | ------------ | -------------------- |
| Полулёгкий вес | 145 фунтов (66 кг) | Саманг Дун | 12 сентября 2014 (ONE FC: Rise of the Kingdom) | 0            |                      |

Beijing National Champions
| Дивизион       | Вес                | Чемпион    | Дата                                           | Защит титула | Следующий бой/Защиты |
| -------------- | ------------------ | ---------- | ---------------------------------------------- | ------------ | -------------------- |
| Полулёгкий вес | 145 фунтов (66 кг) | Ли Кай Вен | 19 декабря 2014 (ONE FC: Dynasty of Champions) | 0            |                      |
| Легчайший вес  | 125 фунтов (57 кг) | Вей Бин Ли | 19 декабря 2014 (ONE FC: Dynasty of Champions) | 0            |                      |

## Кинематограф
В настоящее время при сотрудничестве с ONE FC идёт производство спортивного фильма «Зверь во мне», выходящего в кинотеатральный прокат в начале 2026 года и частично снятого в Бангкоке, Таиланд, на арене Impact Arena во время недели боёв ONE FC, начавшейся на турнире ONE 170 в январе 2025 года. Основные роли в фильме исполнили Дэниэл Макферсон, мастер боевых искусств Брен Фостер, Рассел Кроу и Люк Хемсворт, а глава лиги, Чатри Ситйодтон, принял участие в съёмках в роли самого себя.